# Lingüística aplicada
La lingüística aplicada es un área interdisciplinaria de la lingüística que se centra en el estudio de problemas sociales que tienen que ver con el lenguaje.
El desarrollo de la lingüística aplicada se dio especialmente durante el siglo XX en Norteamérica, Gran Bretaña, Europa y Australia. En Estados Unidos y Gran Bretaña se centró en la enseñanza del idioma inglés, mientras en Australia la preocupación fue por los estudios de las lenguas aborígenes y cómo enseñar inglés al inmenso número de inmigrantes que el país recibió en ese siglo. A partir de la década de los 50, esta siguió una línea más interdisciplinaria preocupándose de problemas del lenguaje que tenían que ver con la educación, la psicología, la antropología, la pedagogía y la sociología. La disciplina pronto alcanzó otros contextos fuera del mundo anglosajón y en la actualidad tiene un amplio panorama internacional e intercultural.

## Concepto
Se trata de una rama de la lingüística que se ocupa de los problemas que el lenguaje plantea como medio de relación social y de la cual derivan cuatro ramas o campos de acción:
1. La adquisición de una lengua materna.
2. El aprendizaje de una segunda lengua.
3. Enseñanza de lenguas asistida por computador (Computer-Assisted Language Learning - CALL).
4. La comunicación (y sus problemas) en distintos ámbitos sociales (económicos, políticos, jurídicos, etc.).

Hay multitud de enfoques, de entre los que destacan:
1. Enfoque comunicativo.
2. Enfoque basado en tareas (TBLT, por su sigla en inglés).
3. Enfoque de aprendizaje cooperativo de lenguas.

Todos ellos se basan en dos grandes ramas teóricas:
1. En el área de la lingüística se tiene el estructuralismo.
2. En el área de la educación se tienen las corrientes de constructivismo y cognitivismo.

Las principales ramas de la lingüística aplicada incluyen el bilingüismo y el multilinguismo, comunicación mediada por sistemas, análisis conversacional, lingüística contrastiva, evaluación lingüística, alfabetización, análisis del discurso, pedagogía del lenguaje, adquisición de segunda lengua, lexicografía, normalización lingüística, pragmática, lingüística forense y traducción.

## Historia
La Lingüística como disciplina, es un campo que se desarrolló especialmente a lo largo del siglo XX en el contexto de países de habla inglesa como Estados Unidos, Gran Bretaña y Australia, especialmente a partir de la necesidad de enseñar inglés a extranjeros.
Según el Simposio de la Asociación Estadounidense de Lingüística Aplicada (AAAL) que se realizó en San Luis en febrero de 2001, la historia de esta disciplina en Norteamérica se puede dividir en cuatro etapas desde la década del 20 hasta los 90 y, según Angelis, es posible hablar de una lingüística aplicada con identidad norteamericana.
Por otro lado, Australia desarrolló su propio aporte al desarrollo de la Lingüística Aplicada que se diferencia de la norteamericana y de la británica. Los lingüistas australianos en el siglo XX se centraron más en aplicar esta disciplina a las lenguas modernas y al idioma de los inmigrantes, que a los estudios del inglés. Sin embargo, la lingüística aplicada australiana está más fuertemente influenciada por la europea y norteamericana que por la británica.
Durante los años 1950 y 1960 se centró en errores concretos y en el análisis contrastivo. Durante los años 1970, con el fracaso de ese método de contraste analítico como teoría para predecir errores, la lingüística aplicada comenzó a adoptar la teoría de Noam Chomsky acerca de la Gramática Universal para explicar el fenómeno del aprendizaje de una segunda lengua. En los años 1990, un número creciente de investigadores comenzó a emplear métodos de estudio basados en la psicología cognoscitiva.
Hoy en día, este campo de estudio es una mezcla interdisciplinar principalmente de lingüística, antropología, psicología y educación.
La Asociación Internacional de Lingüística Aplicada es un foro que abarca un amplio espectro de investigadores de esta área.
Algunas publicaciones de esta área incluyen Studies in Second Language Acquisition, Modern Language Review, Language Learning, Applied Linguistics, AILA Journal y el TESOL Journal.
La tradición de lingüística aplicada se establece como una respuesta a la especialización de la lingüística con el advenimiento a fines de la década de 1950 de la lingüística generativa y desde entonces ha mantenido un rol social importante que demuestra el interés central por los problemas del lenguaje.
Aunque el campo de la lingüística aplicada comienza en Europa y en los Estados Unidos, los estudios se difunden a nivel internacional de manera rápida. Los principales contextos culturales se dieron históricamente en los siguientes países:

### Estados Unidos
Aunque no es posible establecer cuándo comienza en concreto la disciplina denominada lingüística aplicada, los primeros documentos que se establecen históricamente fueron publicados por la Universidad de Míchigan en 1948 como "Aprendizaje del Lenguaje: Un Diario de Lingüística Aplicada". Dichos documentos se concentraron en los principios y prácticas del lenguaje y fue visto desde una mirada exterior como "lenguaje aplicado" solo a problemas del lenguaje.
En la década de los 1960, sin embargo, los estudios comenzaron a aplicarse a otras disciplinas como tareas del lenguaje, política del lenguaje y el aprendizaje de una segunda lengua. A principios de los 70 la disciplina llegó a ser un campo líder para la teorética del lenguaje. La lingüística aplicada incluyó entonces problemas relacionados con el mundo real del lenguaje y sus soluciones. Para la década de los 90 se amplió definitivamente a los estudios críticos y al multilinguismo. Las investigaciones se encaminaron hacia la investigación teorética y empírica de los problemas reales que tengan que ver con todas las formas del lenguaje.

### Reino Unido
La Asociación Británica de Lingüística Aplicada (BAAL) fue establecida en 1967. Su misión es la de contribuir al desarrollo, el crecimiento y promoción de la educación por medio de una legislación favorable a los estudios sobre el uso del lenguaje, la adquisición de una segunda lengua y la enseñanza de la lengua a través de los estudios interdisciplinarios.

### Alemania
Los primeros desarrollos de una lingüística orientada a la praxis tuvieron lugar durante el período nacionalsocialista; en los años 50 y 60 se dio una refundación de la disciplina a partir de impulsos de la universidad de Bonn y su Seminario de Lingüística bajo la dirección de Leo Weisgerber. Principal órgano de difusión de esta orientación fueron las revistas Sprachforum. Zeitschrift für angewandte Sprachwissenschaft zur überfachlichen Erörterung gemeinwichtiger Sprachfragen aller Lebensgebiete (1955-1960) y, antes, Muttersprache (1949-1955). En estos años comienza a cobrar fuerza en ámbitos académicos el alemán como lengua extranjera (Deutsch als Fremdsprache).

### Australia
La lingüística aplicada en Australia tomó como referencia la enseñanza del inglés a inmigrantes en el país. La tradición en el desarrollo de la disciplina muestra una gran influencia europea y estadounidense y no británica. La Asociación Australiana de Lingüística Aplicada (ALAA) fue establecida en el congreso nacional de dicha disciplina en agosto de 1976.

### Japón
En 1982 se estableció la Asociación Japonesa de Lingüística Aplicada (JAAL) en la Asociación Japonesa de Profesores de Inglés, para vincularse a las actividades internacionales en torno a esta disciplina. En 1984 la JAAL se hizo miembro de la Asociación Internacional de Lingüística Aplicada (AILA).

### América Latina
Durante el IX Congreso Internacional de Lingüística del Comité Internacional Permanente de Lingüística desarrollado en Massachusetts en 1962, varios estudiosos hispanoamericanos tuvieron la idea de crear una asociación en el campo para América Latina. El proyecto se inició en enero de 1964 en Viña del Mar con el respaldo de la Universidad de Chile.
Los principales problemas lingüísticos que preocuparon desde el inicio a los latinoamericanos fueron las lenguas en América Latina, los estudios y métodos lingüísticos y las lenguas indígenas.

## Asociaciones internacionales
- International Association of Applied Linguistics (http://www.aila.info/)

### América
- American Association for Applied Linguistics (http://www.aaal.org/)
- Center for Applied Linguistics (http://www.cal.org/)
- Canadian Association of Applied Linguistics (http://www.aclacaal.org/)
- Asociación Mexicana de Lingüística Aplicada (http://amla.org.mx)
- Asociación de Lingüística y Filología de América Latina/Associação de Lingüística e Filologia da América Latina (http://www.mundoalfal.org/)

### Europa
- Association Belge de Linguistique Appliquée (https://web.archive.org/web/20141218223713/http://www.abla.be/)
- Asociación Española de Lingüística Aplicada (https://web.archive.org/web/20140531071514/http://www.aesla.uji.es/)
- Association Finlandaise de Linguistique Appliquée (https://web.archive.org/web/20070609184345/http://www.cc.jyu.fi/%7Ekmantyla/afinla/%21index.html)
- Association Française de Linguistique Appliquée (http://www.afla-asso.org/)
- Associazione Italiana di Lingüística Applicata (https://web.archive.org/web/20090723170007/http://www.aitla.unimo.it/)
- Association Néerlandaise de Linguistique Appliquée (https://web.archive.org/web/20080908070803/http://www.aila.info/about/org/ic.htm#SG)
- Association Norvegienne de Linguistique Appliquée (https://web.archive.org/web/20111002013853/http://www.hf.ntnu.no/anla/)
- Association Suédoise de Linguistique Appliquée (https://web.archive.org/web/20090625184820/http://www.nordiska.su.se/asla/)
- Association Suisse de Linguistique Appliquée (https://web.archive.org/web/20090818025011/http://www.vals-asla.ch/cms/)
- British Association for Applied Linguistics (http://www.baal.org.uk/)
- Gesellschaft für Angewandte Linguistik (http://www.gal-ev.de/)
- Greek Applied Linguistics Association (http://www.enl.auth.gr/gala/)
- Irish Association for Applied Linguistics (http://www.iraal.ie/)
- Polish Association of Applied Linguistics (https://web.archive.org/web/20080522180029/http://www.ocot.pl/st_ptls.php?id=8)

### Oceanía
- Applied Linguistics Association of New Zealand (https://web.archive.org/web/20081216015106/http://www.victoria.ac.nz/lals/about/alanz/alanz.html)
- Applied Linguistics of Association of Australia (https://web.archive.org/web/20090726084730/http://www.latrobe.edu.au/alaa/)

### Asia
- Asian Association of TEFL (Asia TEFL) (http://www.asiatefl.org/)
- Applied Linguistics Association of Korea (https://web.archive.org/web/20080415021836/http://www.alak.or.kr/index.asp)
- China English Language Education Association (http://www.celea.org.cn/)
- Hong Kong Association for Applied Linguistics (http://www.haal.hk/)
- Japan Association of College English Teachers (https://web.archive.org/web/20090610054350/http://www.jacet.org/index.html)
- Linguistic Society of the Philippines (http://www.dlsu.edu.ph/inside/organizations/lsp/default.asp Archivado el 27 de diciembre de 2014 en Wayback Machine.)
- Singapore Association for Applied Linguistics (http://www.saal.org.sg/ Archivado el 18 de febrero de 2015 en Wayback Machine.)

### Otras
- Estonian Association of Applied Linguistics (https://web.archive.org/web/20080502032727/http://www.eki.ee/rakenduslingvistika/index_eng.php)
- Israel Association of Applied Linguistics (http://www.tau.ac.il/~ilash/ Archivado el 5 de abril de 2013 en Wayback Machine.)
- Southern African Applied Linguistics Association (http://www.saala.org.za/)